# Rodeo Arroyo Pepesca
Rodeo Arroyo Pepesca är en ort i Mexiko.   Den ligger i kommunen San Juan Bautista Tuxtepec och delstaten Oaxaca, i den sydöstra delen av landet, 400 km sydost om huvudstaden Mexico City. Rodeo Arroyo Pepesca ligger 62 meter över havet och antalet invånare är 850.
Terrängen runt Rodeo Arroyo Pepesca är platt åt nordost, men åt sydväst är den kuperad. Runt Rodeo Arroyo Pepesca är det ganska tätbefolkat, med 139 invånare per kvadratkilometer. Närmaste större samhälle är Tuxtepec, 14,9 km norr om Rodeo Arroyo Pepesca. Omgivningarna runt Rodeo Arroyo Pepesca är en mosaik av jordbruksmark och naturlig växtlighet.